# Dmitrij Moor
Dmitrij Moor, właśc. Dmitrij Stachijewicz Orłow (ros. Дми́трий Моор (Дми́трий Стахи́евич Орло́в), ur. 3 listopada 1883 w Nowoczerkasku, zm. 24 października 1946 w Moskwie) – radziecki grafik i rysownik.

## Życiorys
Był synem inżyniera górniczego. W 1898 wraz z rodzicami przeniósł się do Moskwy. Nie miał systematycznego wykształcenia plastycznego – studiował na Wydziale Fizyczno-Matematycznym i później Wydziale Prawnym Uniwersytetu Moskiewskiego. Brał aktywny udział w rewolucji 1905 roku, pracował w drukarni mamontowskiej, od 1907 publikował w prasie swoje karykatury, usiłując przy tym walczyć z carską cenzurą. W latach 1909–1917 tworzył plakaty kinowe, rysunki i karykatury dla pisma „Budilnik” i gazet „Russkoje Słowo” i „Utra Rossji”, w 1917 poparł rewolucję, od 1918 pracował w wydawnictwie WCIK. Swoje karykatury i rysunki polityczne publikował w „Izwiestijach” i piśmie „Krasnoarmiejec” (1919–1920) i w gazecie „Prawda” (od 1920); tworzył także ilustracje książkowe. W latach 1930–1932 wykładał w Moskiewskim Instytucie Poligraficznym, a 1939–1943 w Moskiewskim Instytucie Sztuk Pięknych. W 1932 został deputowanym Rady Moskiewskiej. Był jednym z twórców radzieckiego plakatu politycznego. Jego plakaty wyróżniała lapidarna, syntetyzująca forma, silnie wydobyte kontury i ostrymi kontrastami kolorów i walorów (m.in. plakat Pomocy stworzony w 1921). Podczas wojny niemiecko-radzieckiej mieszkał w Samarkandzie. Jego prochy złożono na Cmentarzu Nowodziewiczym.

## Galeria

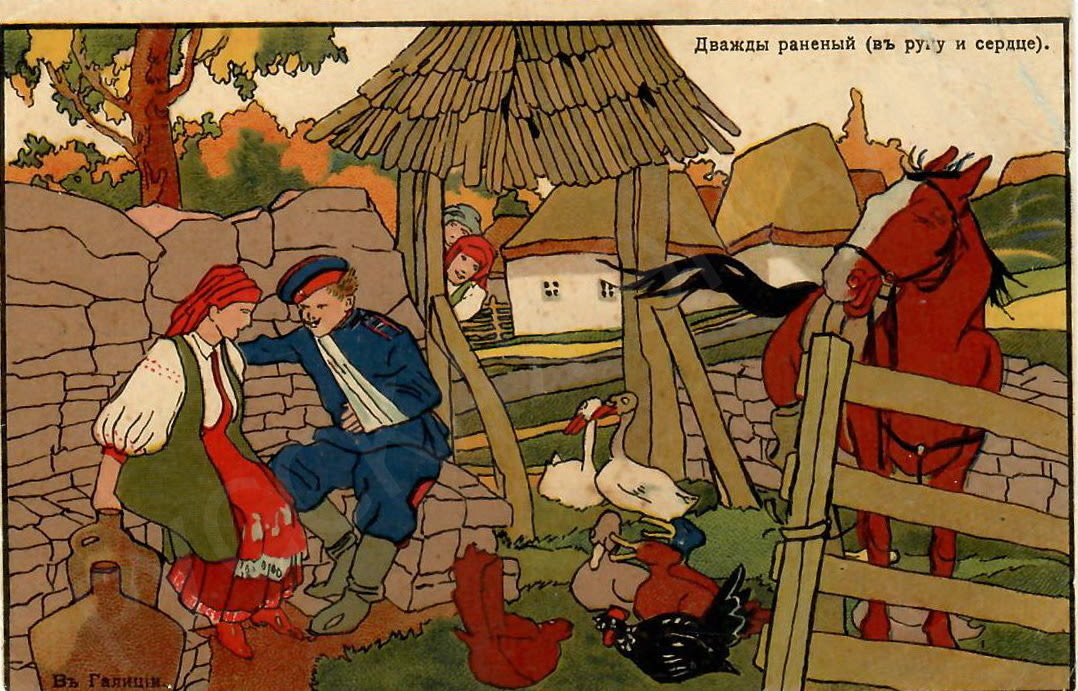
Pocztówka Galicja. Dwa razy ranny (w ręce i serce), około 1914
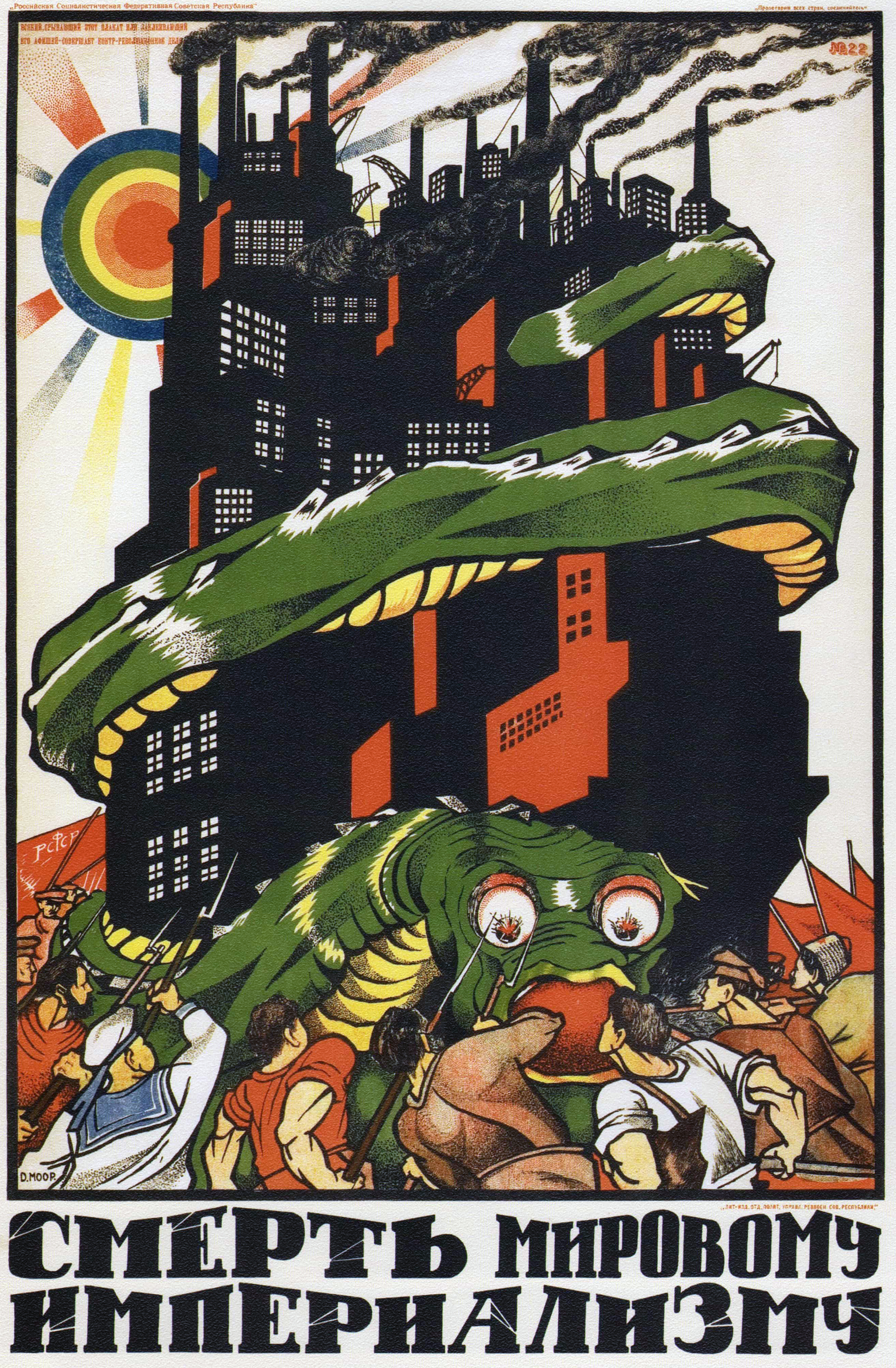
Plakat Śmierć międzynarodowemu imperializmowi, 1919
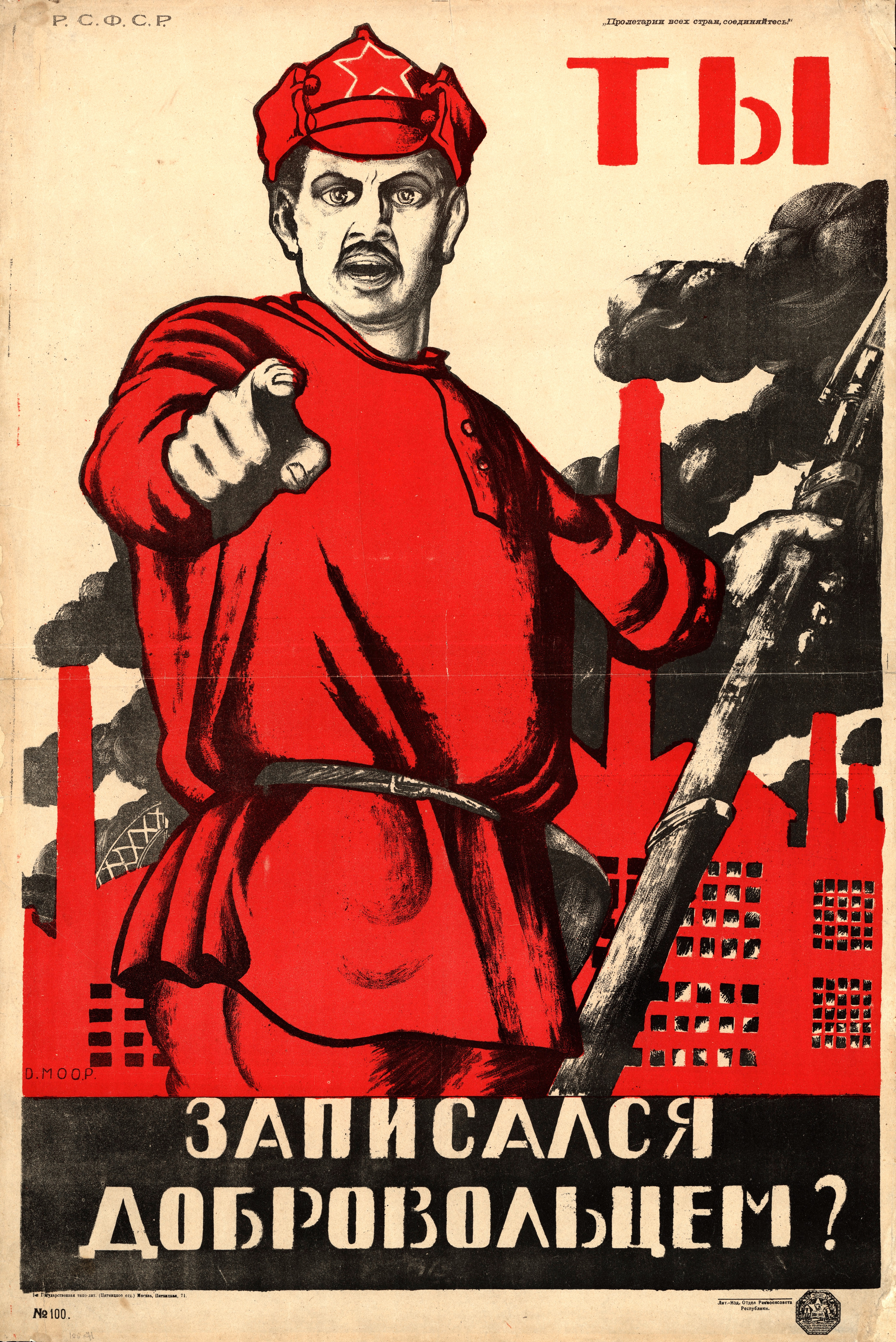
Plakat Czy jesteś ochotnikiem?, 1920
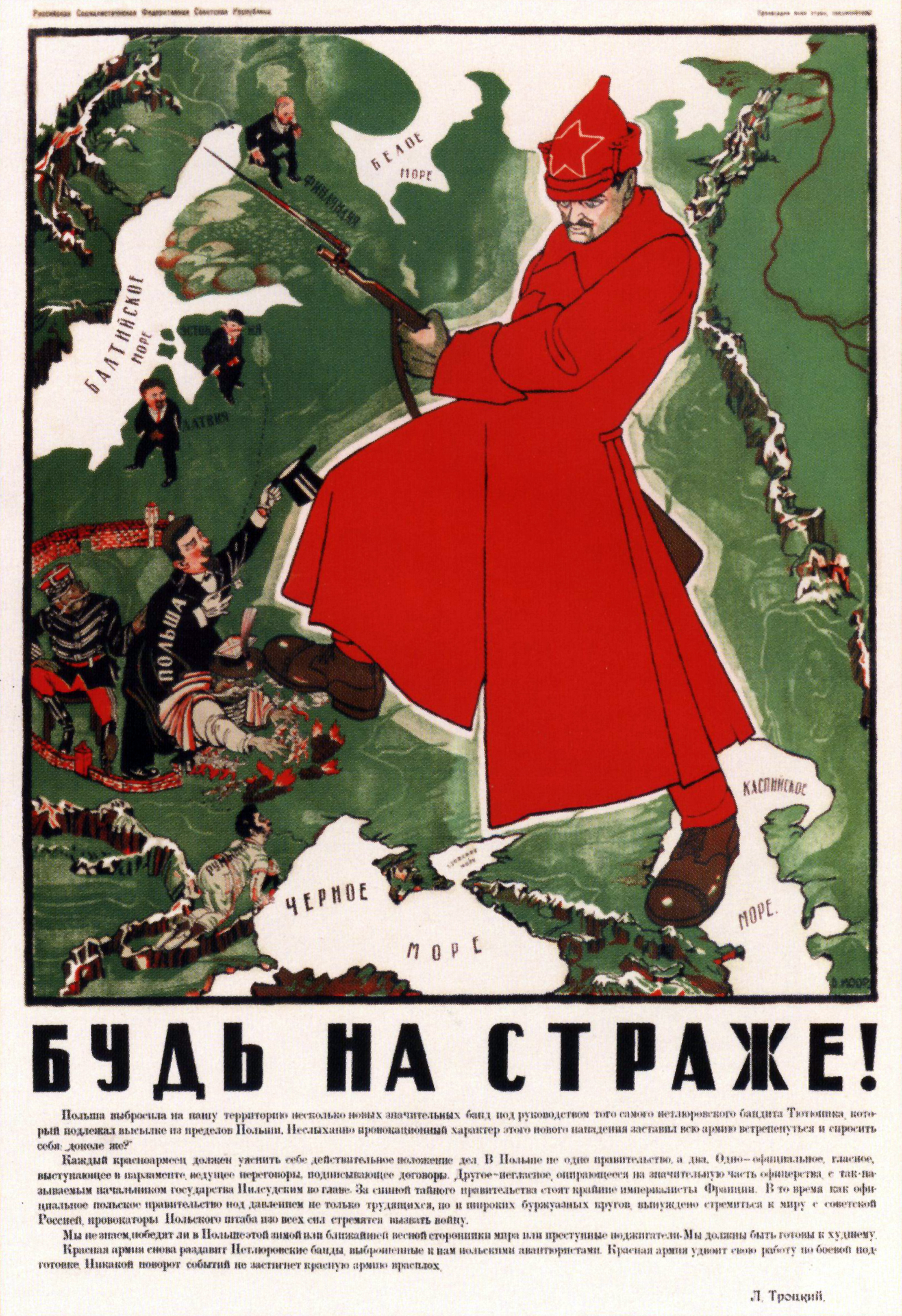
Plakat Bądź na straży, 1920
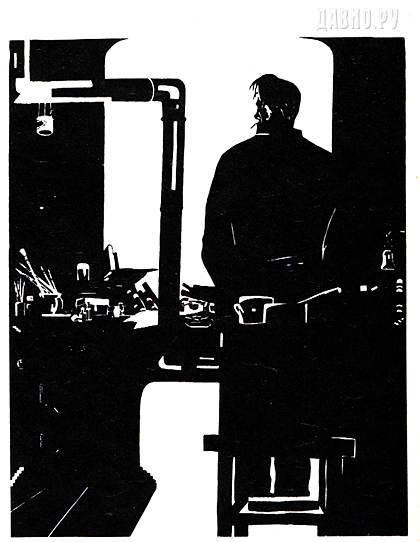
Ilustracja do poematu Majakowskiego "Dobrze", 1940
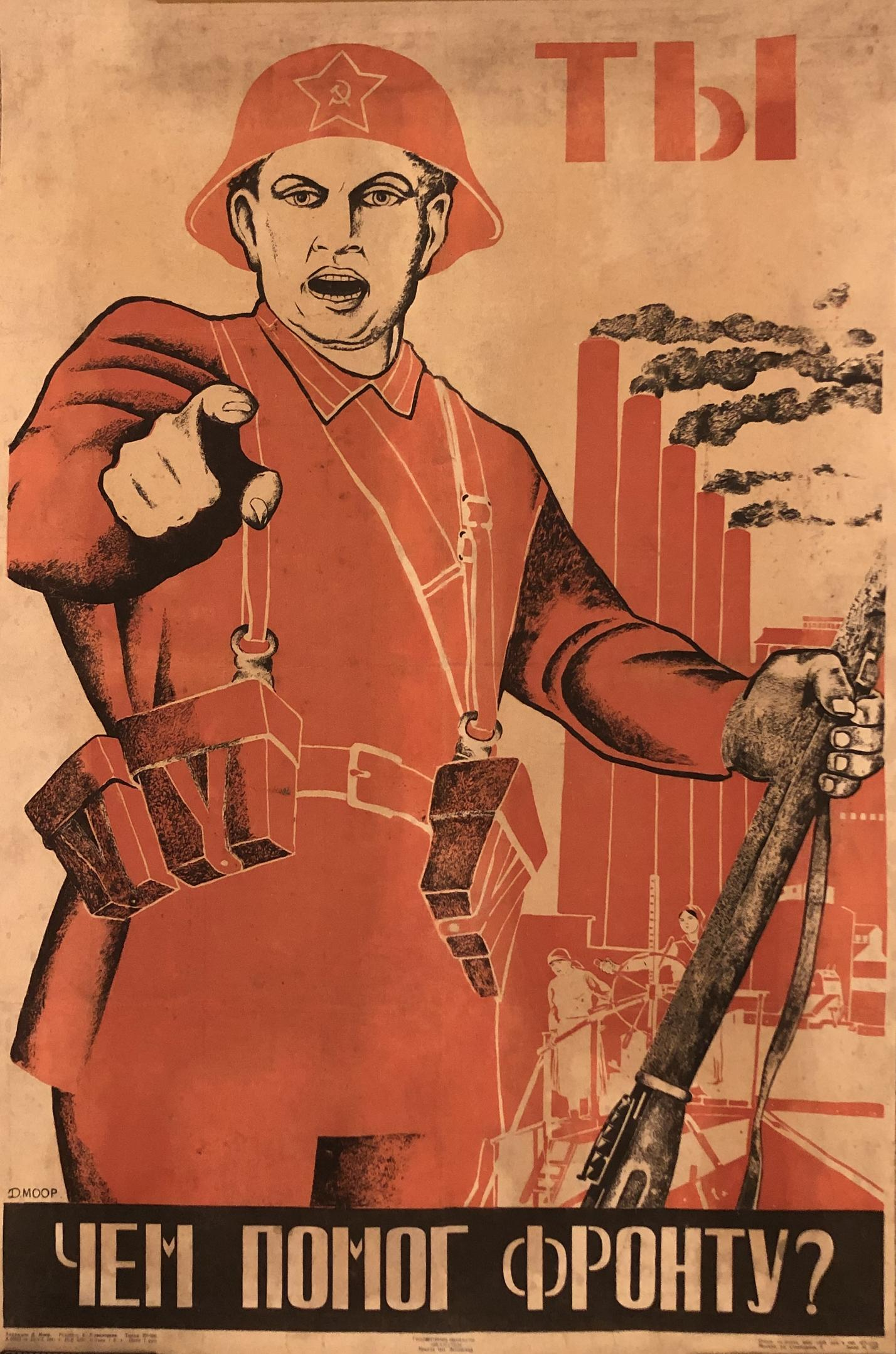
Plakat A ty jak pomogłeś frontowi, 1941